# لنكس (لغة برمجة)
لنكس (بالإنجليزية: Lynx)‏ هي لغة برمجة للشبكات الكبيرة الموزعة، وتستخدم نداء الإجراء البعيد (remote procedure calls). وتم تطويرها من قبل جامعة ويسكونسن-ماديسون في عام 1984 لنظام تشغيل شارلوت للحواسيب المتعددة.
في عام 1986 في جامعة روتشستر تم نقل لنكس إلى نظام تشغيل كرسيليس ويعمل على معالج تخليق الانفجار العظيم النووي Butterfly.

## قائمة المراجع
M. L. Scott, «لغة البرمجة الموزعة لنكس: الدافع, التصميم, والتجربة,» لغات الحاسوب 16:3/4 (1991), صفحة. 209-233. http://citeseer.ist.psu.edu/scott91lynx.html